# LeRoi Moore
LeRoi Holloway Moore (7 de septiembre de 1961 Dunn, Carolina del Norte, Estados Unidos – Los Ángeles, California, 19 de agosto de 2008) fue un saxofonista estadounidense más conocido como uno de los miembros fundadores de Dave Matthews Band (DMB). Moore frecuentemente orquestaba la música para las canciones escritas por el líder del grupo, Dave Matthews. Moore también coescribió con Matthews muchas de las canciones del grupo, entre ellas Too Much y Stay (Wasting Time).

## Biografía
Moore nació el 7 de septiembre de 1961 en Dunn, Carolina del Norte, hijo de Roxie Moore (née Holloway) y Albert P. Moore. Moore fue criado en Virginia y estudió el saxofón tenor en la Universidad James Madison, y más adelante se convirtió en un destacado músico de jazz en Charlottesville, Virginia, tocando con artistas como John D'earth y Dawn Thompson. Moore comenzó a tocar profesionalmente luego de un corto paso por la universidad. Moore colaboró con la fundación de la Charlottesville Swing Orchestra en 1982, y el John D'earth Quintet. Este último tocaba en Miller´s, un bar de Charlottesville, todas los jueves por la noche a finales de los años 1980, lugar en donde conoció a Dave Matthews en 1991. En un intento por incorporar más ayuda instrumental en algunas de las canciones que había escrito, Moore comenzó a grabar canciones con Matthews.
Moore tocaba el bajo, y el saxofón barítono, tenor, alto y soprano, además de la flauta, el clarinete bajo, la flauta tin whistle de madera, y el oboe. El técnico de instrumentos de viento de madera de Moore, David Saull, dice que Moore tenía "una extensa colección de instrumentos de vientos".
Además de tocar con Dave Matthews Band, Moore participó en el álbum homónimo de Code Magenta y el álbum In November Sunlight de Soko.
Moore también trabajó como productor con la artista Samatha Farrell en su segundo álbum, Luminous.

## Muerte
Moore se accidentó y sufrió lesiones graves el 30 de junio de 2008 en un accidente con un vehículo todo terreno en su granja en las afueras de Charlottesville, Virginia. Su última presentación en vivo había tenido lugar dos días antes en el Nissan Pavilion en Bristow, Virginia.
Jeff Coffin, el saxofonista de Béla Fleck and the Flecktones, reemplazó a Moore en las posteriores presentanciones de la gira de DMB, comenzando el 1 de julio de 2008 en Charlotte, Carolina del Norte. Esta fue la primera vez que un miembro del grupo se había perdido una presentación desde 1993, dos años después de la formación del grupo.
Moore había estado manejando su cuatrimoto por la granja para revisar una cerca cuando el vehículo chocó contra un pozo cubierto con césped, lo que hizo que el vehículo volcase y cayera parcialmente sobre Moore, rompiéndole varias costillas y perforándole un pulmón, y fue hospitalizado en el Hospital de la Universidad de Virginia por varios días. Tras ser dado de alta, volvió a ser hospitalizado a mediados de julio debido a complicaciones relacionadas con el accidente.
Tras ser dado de alta una vez más del Hospital de la Universidad de Virginia, viajó a su casa en Los Ángeles, California, para comenzar con su programa de rehabilitación. En la mañana del 19 de agosto, Moore comenzó a sentirse mal y los que estaban presentes observaron que los labios se le estaban poniendo azules. Fue llevado rápidamente al hospital, pero murió poco después. Aunque se reportó que había muerto a causa de un coágulo de sangre, el forense determinó que la causa de su muerte fue neumonía.

El siguiente comunicado fue publicado en el sitio web del grupo:

Nos causa un profundo dolor anunciar que LeRoi Moore, saxofonista y miembro fundador de Dave Matthews Band, murió inesperadamente la tarde del martes 19 de agosto de 2008 en el Hollywood Presbyterian Medical Center in Los Ángeles debido a repentinas complicaciones surgidas por su accidente en ATV en junio en su granja cerca de Charlottesville, Virginia. LeRio había regresado hacia poco a su hogar en Los Ángeles para comenzar un intenso programa de rehabilitación física.
El 27 de agosto, Moore fue enterrado en el Holly Memorial Gardens en el Condado de Albermarle. En su funeral hubo miles de personas, entre ellas, el resto de la banda, la familia de Moore, y muchos de sus fanes.
Moore murió solo tres meses antes de la boda con Lisa Beane, su compañera de toda la vida y mejor amiga, celebración que estaba planeada para el 8 de noviembre de 2008. 
"Roi amaba a la gente", dijo Mattews, "pero le costaba mucho amarse a sí mismo, y esa era la parte más difícil de ser su amigo para mí, verlo torturase a sí mismo". Matthews dijo que Moore era "una buena alma, pero era un alma torturada. Pero amaba a su familia y sus amigos. Él estaba encontrándose a sí mismo, encontrando la luz dentro de sí mismo, y estaba brillando más de lo que lo había hecho en mucho tiempo". Matthews acreditaba a la prometida de Moore, Lisa Beane, por su nueva felicidad. "Creo que su inquebrantable amor él", dijo Matthews, "y su voluntad para pararse en frente de él, cuando se rehusaba a amarse a sí mismo, e insistir en ello, hicieron que eventualmente vea la luz. Era tan brillante", Matthews añadió, "que todos podíamos verla tan claramente todo el tiempo, cuando se ponía ese saxofón en su boca y hacía la música más sorprendentemente sincera que podía hacerte caer, y se metía justo al medio tuyo".
Dave Matthews Band lanzó el último concierto en el que participó Moore como Live Trax Vol. 14. El concierto tuvo lugar en el estado natal del grupo de Virginia en Bristow, el 28 de junio de 2008. Las ganancias de la venta del CD serán donadas a caridades locales que Moore valoraba más.

## Reacción
La reacción de los fanes y la administración de Dave Matthews Band luego de la muerte de Moore fue tremenda. Casi desde el segundo que se hizo pública la muerte de Moore, los fanes comenzaron a honrar a LeRoi de muchas maneras. Esto incluyó la creación de manillas, calcomanías para paragolpes, y grabaciones celebrando sus logros y su vida. Para los últimos conciertos de la gira de verano de Dave Matthews Band, el grupo tocó las canciones favoritas de Moore, tales como Eh Hee, Proudest Monkey, Bartender y Loving Wings. Otros músicos y artistas, como John Mayer, Jeff Coffin (quién reemplazó a Moore en el saxofón de DMB luego de su muerte), Kenny Chesney, The Allman Brothers, Béla Fleck and the Flecktones, Victor Wooten, y Phish honraron a Moore en sus sitios web y en sus conciertos.
Con el lanzamiento del álbum de estudio del grupo, Big Whiskey and the GrooGrux King, DMB comenzó a abrirse un poco más con la prensa en relación con el tema de la muerte de Moore y su reacción hasta la fecha. En el documental The Road to Big Whiskey, cada miembro del grupo habló sobre el día que LeRoi falleció y como les afectó.

### Tributo
El 30 de septiembre de 2008, durante un concierto en Brasil de su gira sudamericana, mientras Dave Matthews Band tocaba la introducción de #41, los fanes brasileros soltaron globos blancos en todas las secciones como un tributo a Moore. En ese momento, el grupo dejó de tocar casi por completo y agradeció al público por el gesto. El violinista Boyd Tinsley fue conmovido hasta las lágrimas por este tributo.
Luego de la muerte de Moore, Methane Studios, la compañía que crea la mayor parte de los afiches para los conciertos del grupo, rindió tributo a Moore en los pósteres vendidos en los conciertos. Uno de estos afiches que fue vendido en un concierto el 7 de septiembre de 2008, el día del que hubiese sido el cumpleaños número 47 de Moore, se ha convertido en un ítem codiciado entre los coleccionistas seguidores de DMB.
Un segundo afiche de tributo fue impreso y publicado el 6 de septiembre de 2009, y fue vendido durante el último día del concierto del Gorge de 2009. El afiche era el Rey de Picas, parte de la serie Royal Flush (Escalera de Color en español). Se imprimieron 1.100 unidades, y todas se vendieron durante la primera hora. El afiche muestra al rey de espadas tocando el saxofón con sus ojos cerrados. En la base de su corona se lee la inscripción "GrooGrux King".
También se lanzaron varitas luminosas al público durante los conciertos del Gorge en 2009, además de mostrarse un video de tributo que incluía fotos de Moore, al son de la versión de estudio de #34 durante los descansos.
En los 51.os Premios Grammy, los primeros después de la muerte de Moore, un video tributo a músicos que había muerto el año anterior excluyó a Moore, decepcionando e incluso enojando a los fanes. Neil Portnow, presidente de la National Academy of Recording Arts and Sciences, respondió con un comunicado que indicaba que Moore fue incluido en la lista de músicos fallecidos en el programa del evento, y "desafortunadamente no pudimos incluir a todas las maravillosas y talentosas personas dentro del tiempo que teníamos asignado". Esto creó una tremenda indignación por parte de los fanes del grupo y muchos otros músicos y celebridades.

## Equipamiento
- Saxofones Selmer Mark VI Soprano, Alto, Tenor y Barítono
- Alto and Tenor Selmer Super Balanced Action
- Saxofón Bajo Buescher
- Soprano Borgani Personalizado
- Flauta de plata sólida Muramatsu
- Flauta de madera Abell
- Penny Whistles Abell
- Rico Jazz Select Reeds
- Furman PL-Plus Power Conditioner
- Peterson R450 Strobe Tuner
- TC Electronic M5000
- Ultra-Armonizador Eventide 4500
- Ultra-Armonizador Eventide 7500